# Fomboni Football Club
Maillots
Le Fomboni Football Club (en arabe : نادي فومبوني لكرة القدم) est un club comorien de football fondé en 1985 et basé à Fomboni, la capitale de l'île de Mohéli.

## Historique
- Mars 1985: fusion entre Molaïli et le Kaza Sport
- Été 2005: fusion avec le Rafal Club

## Palmarès
| Compétitions nationales | Compétitions régionales | Compétitions amicales                   |
| --- | --- | --------------------------------------- |
| - Championnat des Comores (3) : - Champion : 2001-02, 2014 et 2019. - Vice-champion : 2011, 2012, 2016, 2018 et 2020. - Coupe des Comores (1) : - Vainqueur : 2015. - Finaliste : 2009, 2010, 2016 et 2025. | - Championnat de Mohéli (19) : - Champion : 1989-90, 1990-91, 1991-92, 1992-93, 1994-95, 2000-01, 2001-02, 2006, 2007, 2010, 2011, 2012, 2014, 2018, 2019, 2020, 2021-22, 2022-23 et 2024-2025. - Vice-champion : 2005, 2015, 2017, 2024. | - Tournoi CGH (1) : - Vainqueur : 2008. |